# Maison de Tristan l'Hermite
La maison de Tristan l'Hermite (également connue sous le nom de Maison de la Cordelière ou Hôtel de Pierre du Puy) est un hôtel particulier situé à Tours dans le Vieux-Tours. Le monument fait l’objet d’un classement au titre des monuments historiques depuis 1862.

## Historique
La maison, située au 16 rue Briçonnet, aurait appartenu, selon une interprétation populaire, à Tristan L'Hermite.
On attribue la construction à Pierre du Puy, marchand et bourgeois de Tours, propriétaire de l'édifice en 1495, dont la devise est inscrite sur l'une des façades, « Prie Dieu pur ». Sa façade en brique et pierre présente une singulière influence flamande avec son grand pignon à gradins (dit aussi pignon à redents ou à pas de moineaux). À l'intérieur, elle possède un bel escalier en vis de Saint-Gilles en brique dans une tour, avec un belvédère au sommet.
Cet édifice est également connu sous le nom de Maison de la Cordelière, en référence à la sculpture présente sur sa façade, évoquant l'ordre de La Cordelière, fondé par Anne de Bretagne en 1498.
Au XVIIIe siècle, elle est acquise par Jean Charles Viot (1689-1766), négociant en soieries et juge-consul, qui fait construit l'hôtel voisin dans lequel il incorpore la maison. Il passe ensuite par héritage à la famille Simon. Son petit-fils, le futur abbé Nicolas Simon, y voit le jour en 1741 et hérite de l'ensemble en 1782.
Jusqu'en février 1997, cette maison hébergeait l’Institut européen d’histoire et des cultures de l’alimentation, qui a depuis déménagé à la villa Rabelais. La ville de Tours a vendu le bâtiment à des particuliers en septembre 2019.

## Dans la littérature
Balzac a puisé son inspiration dans cette maison pour décrire la demeure de Balthazar Claës dans La Recherche de l’absolu.

## Galerie

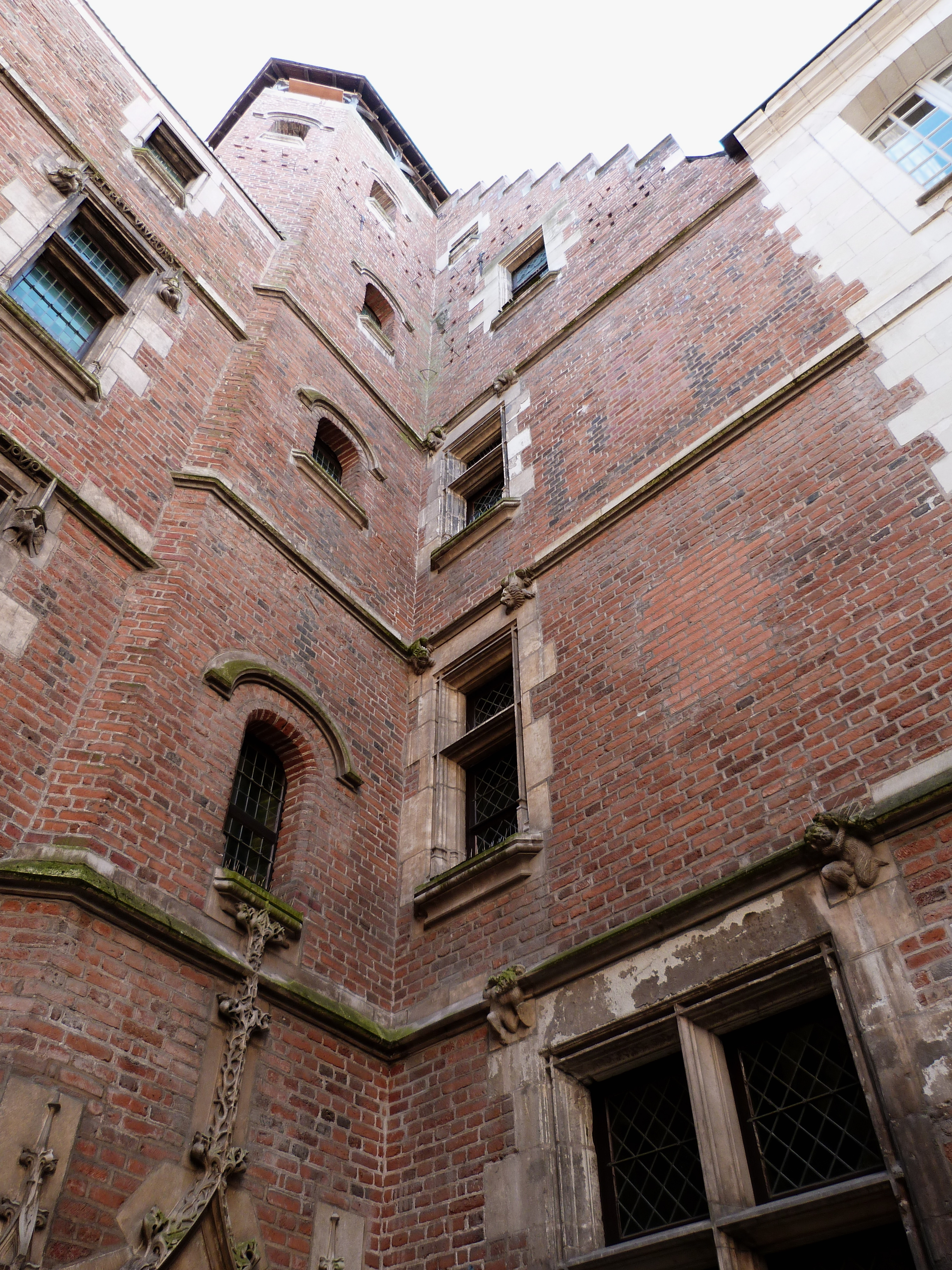
Cour intérieure.
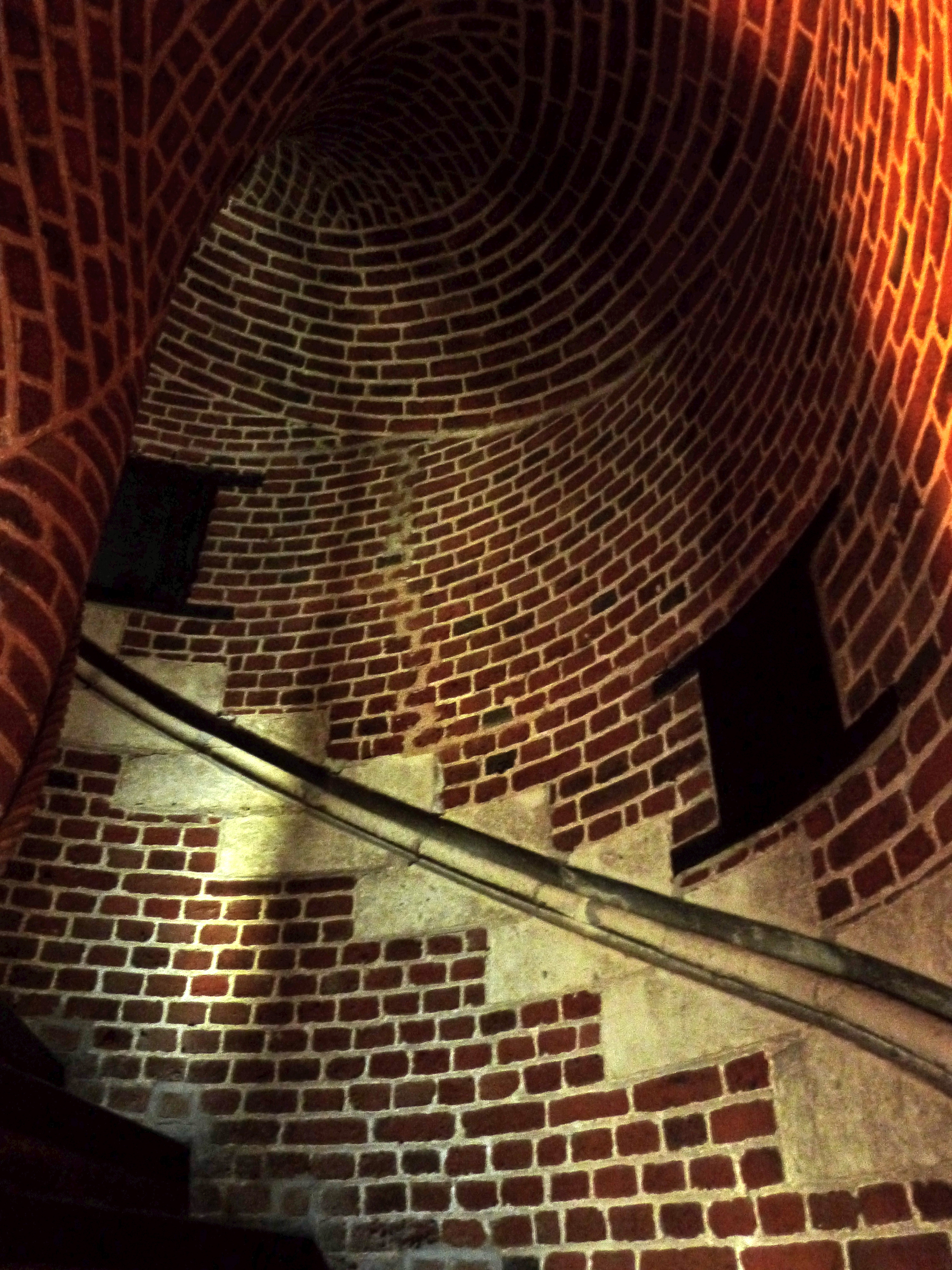
Escalier.
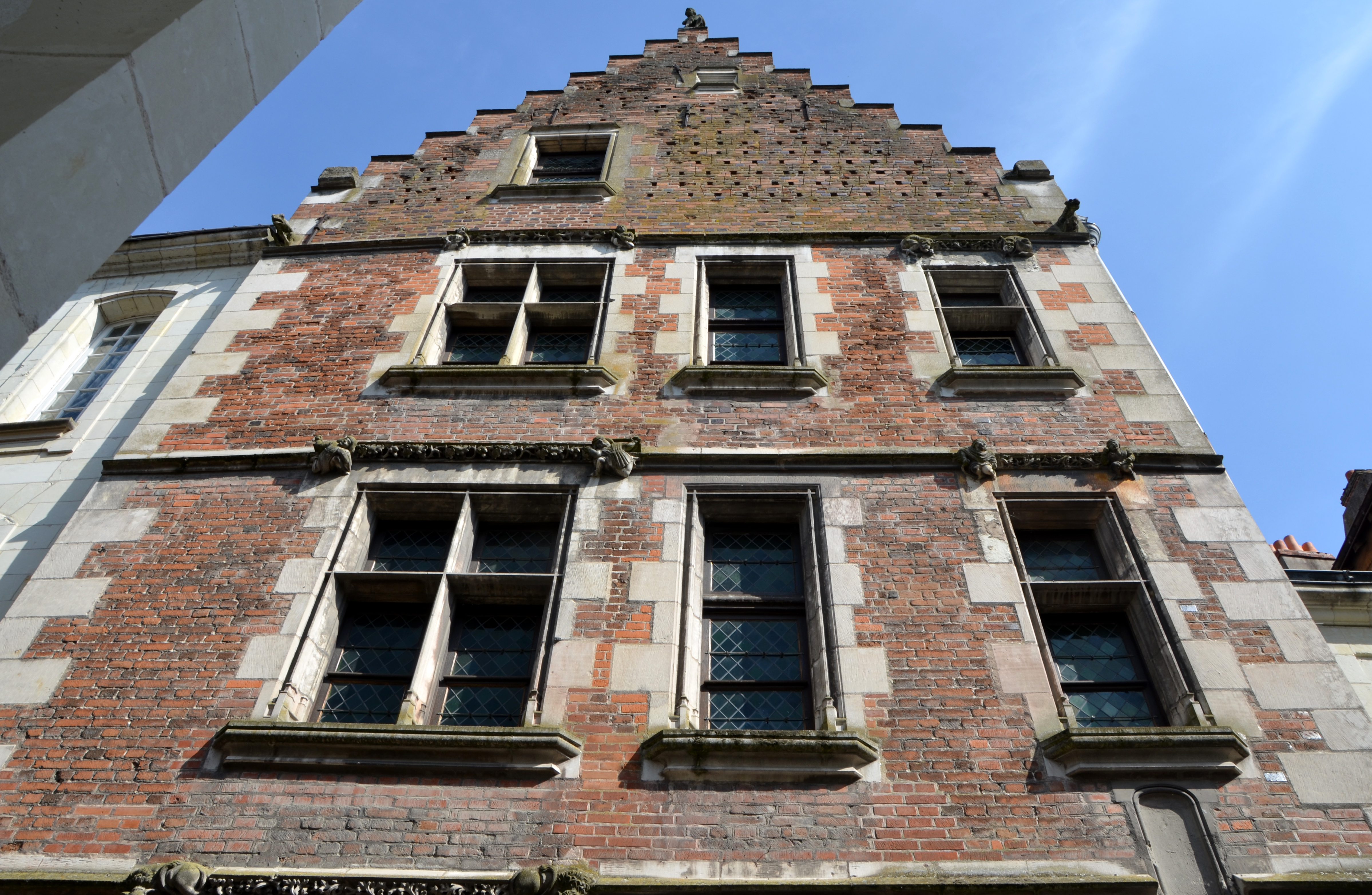
Façade principale.
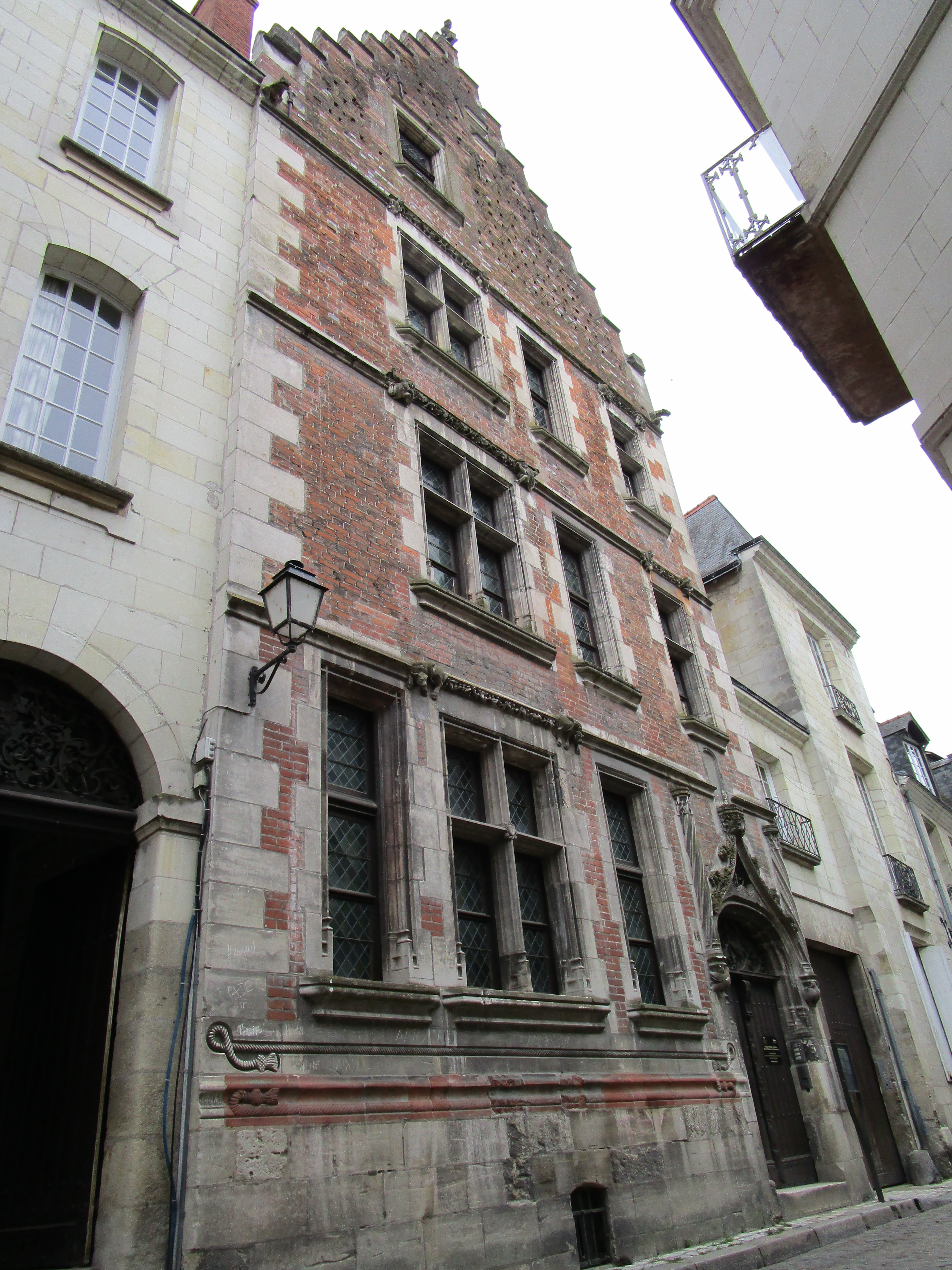
Façade principale.
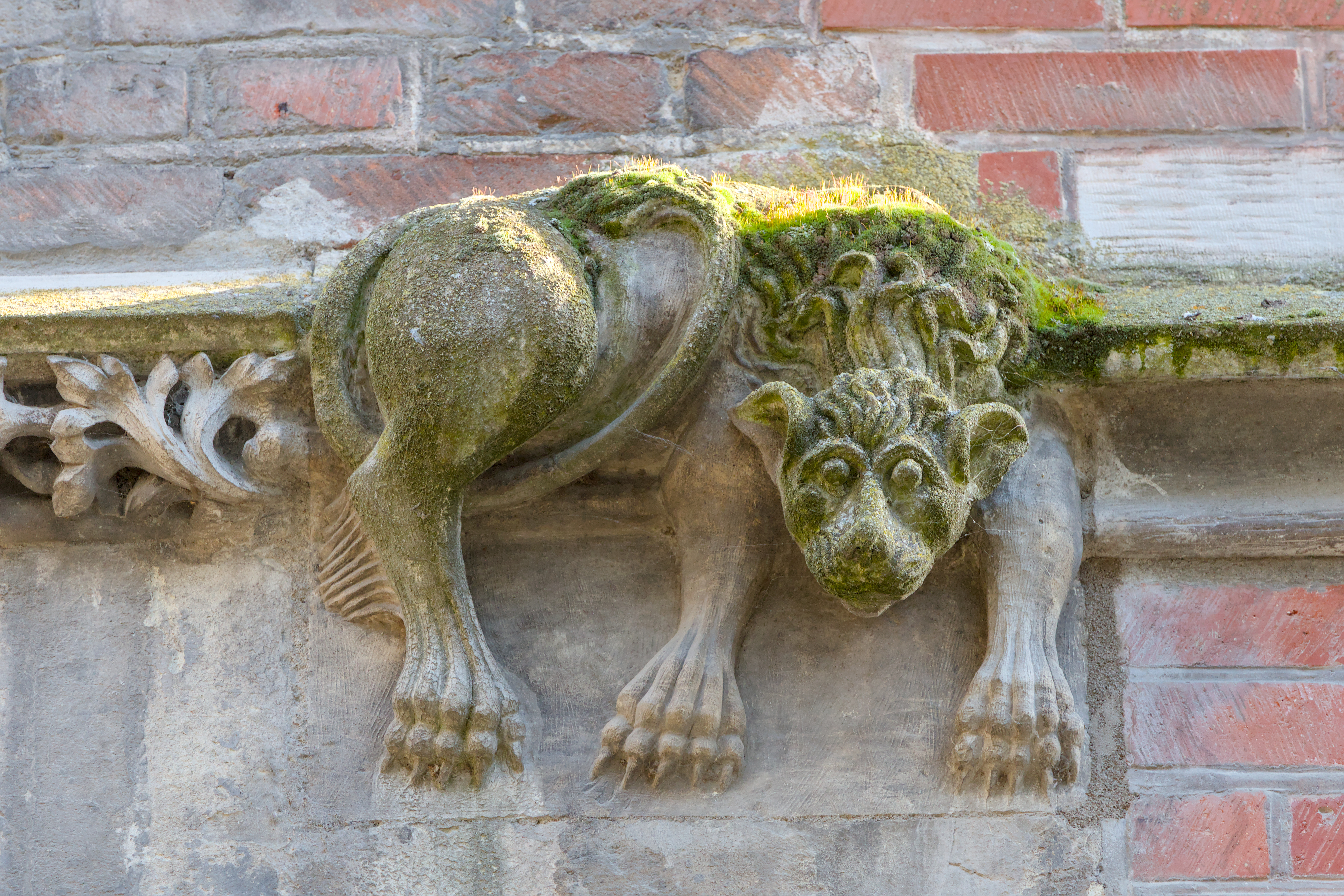
Détail de la façade.
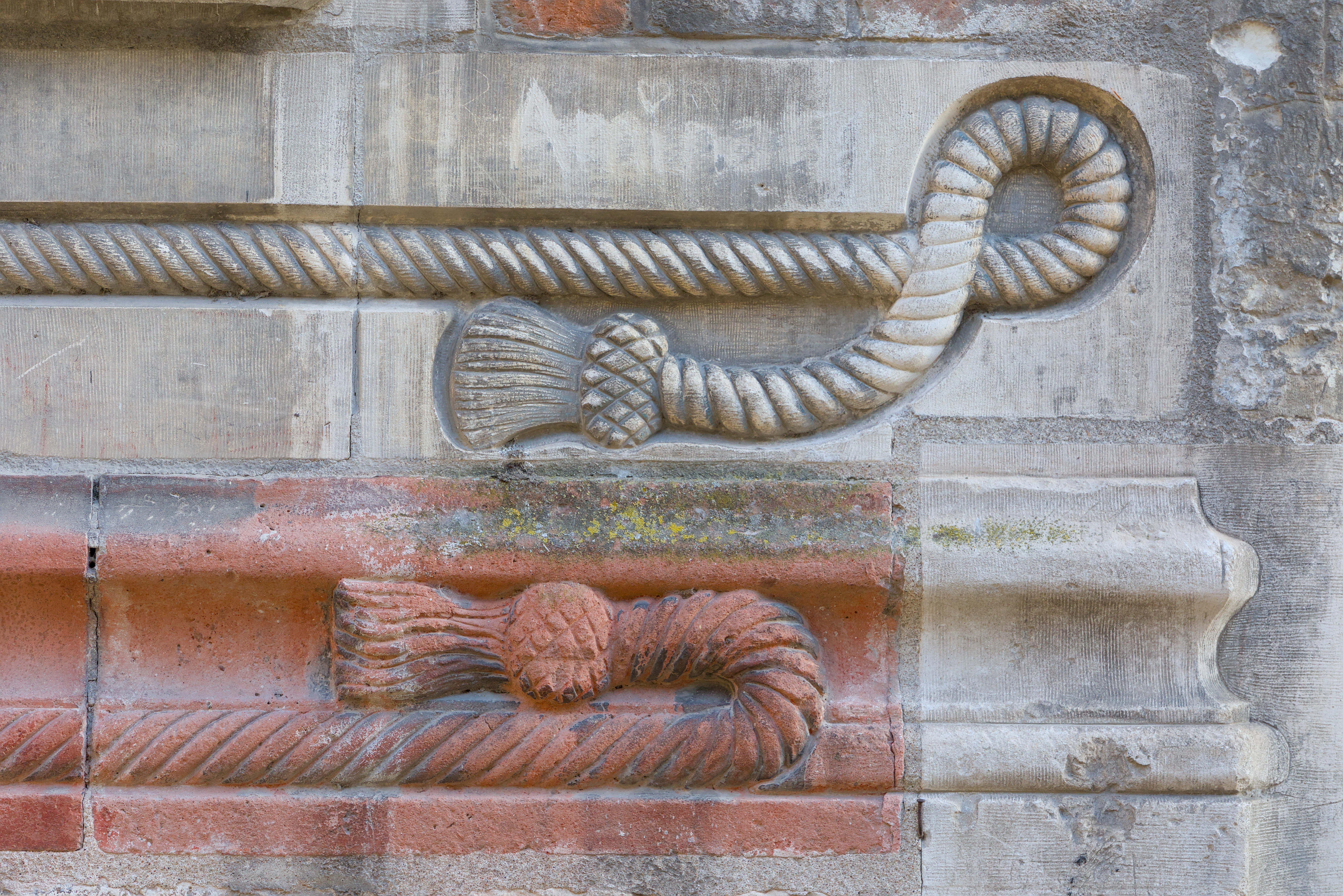
Détail de la façade.
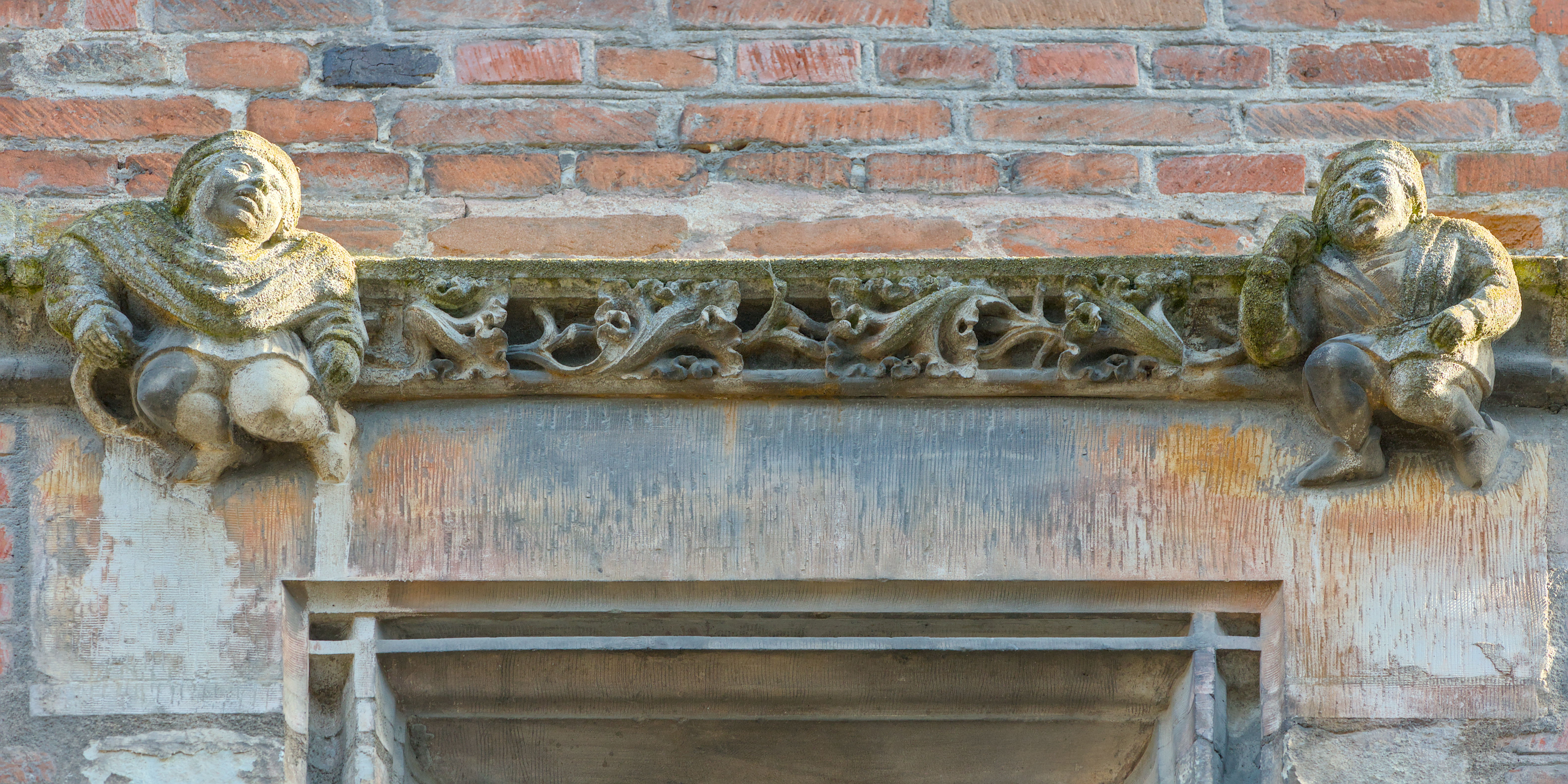
Détail de la façade.